# Tobiaseiland
Tobiaseiland (Groenlands: Tuppiap Qeqertaa, Deens: Tobias Ø) is een klein onbewoond eiland in het noordoosten van Groenland in de Groenlandzee. Administratief behoort het tot het Nationaal park Noordoost-Groenland. Het eiland is vernoemd naar de Groenlandse hondenslee-expert Tobias Gabrielsen die samen met Johan Peter Koch en Aage Bertelsen de onbekende oostkust van Pearyland tot aan Kaap Bridgman in kaart bracht gedurende de Deense Expeditie van 1906-1908. 

## Geografie
Het eiland ligt ongeveer 70 kilometer ten zuiden van de monding van de Nioghalvfjerdsfjorden, ten oostnoordoosten van de Norske-eilanden. De locatie werd pas in 1993 nauwkeurig vastgesteld. Het is een onbewoond, ruig eiland met een oppervlakte van 3 km² (2 km lang, 1,5 km breed), in de Groenlandzee. Het eiland wordt door Groenland (Denemarken) geclaimd sinds 25 april 2001. 
Van waarnemingen sinds 1907 van Fata Morgana Land, een spookeiland, wordt aangenomen dat ze betrekking hadden op het Tobiaseiland, hoewel het iets verder naar het zuiden ligt.